# 天国への応援歌 チアーズ〜チアリーディングに懸けた青春〜
『天国への応援歌 チアーズ〜チアリーディングに懸けた青春〜』は、日本テレビの制作で、2004年4月3日に日本テレビ系列 (NNS) で放送された単発のテレビドラマ。
2002年の『NNNドキュメント'02』が放送、読売テレビが製作した、大阪府豊中市の箕面自由学園高等学校チアリーディング部（通称: ゴールデンベアーズ）を取り上げたドキュメンタリー『天国への応援歌〜めざせ！ 日本一のチアリーダー』の内容を基に、日本テレビがドラマ化したものである。

## あらすじ
物語は三ノ和自由学園高校チアリーディング部の前部長・籐子（とっちゃん先輩、演 - ソニン）が美貴子（ミッコ、演 - 石原さとみ）を次期部長に任命することから始まる。籐子は同校をチアリーディングの全国大会優勝に導いた実力者だが、バトンを受けた美貴子は静江（演 - 天海祐希）から「2連覇するように」命じられていたもののそれを請け負うという重責に見合うだけの自信がなかった。
だが、送別会終了後に籐子の乗った自動車が交通事故に遭い、籐子が即死する。よきアドバイザーだった籐子を亡くし、悔やんでいた美貴子と部員たちは、籐子のためにチアリーディング全国大会で2連覇することを心に誓い、練習に励む。

## キャスト
以下の役名を記載している演者名の出典は日本テレビ公式サイト。
- 森田美貴子 - 石原さとみ
- 白石千秋 - 市川由衣
- 秋川ゆかり - 沢尻エリカ
- 飯島真希 - 大塚ちひろ
- 田村美穂 - 美波
- 保坂籐子 - ソニン
- 森田祐樹 - 中尾明慶
- 保坂由紀代 - 原日出子
- 森田利恵子 - 宮崎美子
- 森田友則 - 船越英一郎
- 中尾静江 - 天海祐希

以下の演者名の出典はallcinemaのクレジット。
- 林絵梨子
- 池田香織
- 梅田悠
- 大葉ゆかり
- 大平直子
- 佐々木景子
- 佐々木愛
- 仁平裕子
- 藤澤志帆
- まやま純
- 雪本英里子
- 飯島杏菜
- 伊川奈津希
- 池田祥子
- いとう麻見
- 今泉綾香
- 粕谷まり
- 木地山まみ
- 竹内ちはる
- 菜摘
- 山口舞
- 若林優佳

## スタッフ
- 脚本 - 渡辺千穂
- 演出 - 池田健司
- チーフプロデューサー - 梅原幹
- プロデューサー - 戸田一也、井上由紀
- 企画協力 - よみうりテレビ（NNNドキュメント『天国への応援歌〜めざせ！ 日本一のチアリーダー』）、石黒新、十河美加
- 協力 - 日本チアリーディング協会、箕面自由学園高等学校チアリーディング部、桜美林大学・同短期大学体育会チアリーダー部
- 技術協力 - NTV映像センター、日本テレビアート
- 美術協力 - 日本テレビアート

## 音楽
- 挿入歌（送別会、エンディング等） - 「CHEERS!」（詩・曲 - 千葉のりこ）
- 劇中BGM（見どころ、競技シーン） - 平井堅「THE ROSE」

## 製作
本作では石原さとみやソニンのほか、大塚ちひろ、市川由衣、沢尻エリカ、美波といった若手女優を登用し、桜美林大学チアリーディング部の指導の下、厳しいトレーニングを積みながら本格的なチアリーディングを披露した。